# CJK Dictionary Institute
Le CJK Dictionary Institute, Inc. (CJKI) est une société de compilation de dictionnaires basée au Japon dirigée par Jack Halpern. Il est spécialisé dans la lexicographie chinoise, japonaise, coréenne et arabe, ainsi que dans la compilation et la maintenance de bases de données lexicales de grande envergure.
Ses travaux notables incluent le Arabic Learner's Dictionary et le dictionnaire de l'apprenant Kodansha Kanji, reconnus pour avoir introduit SKIP (System of Kanji Indexing by Patterns), une méthode populaire d'indexation des kanji.
En plus des ouvrages imprimés, CJKI produit des applications mobiles orientées langage pour iOS, Android et divers dictionnaires électroniques. Ceux-ci comprennent un grand nombre de dictionnaires techniques couvrant des sujets tels que l'ingénierie mécanique, l'économie et la médecine.
CJKI maintient et autorise des bases de données lexicales à grande échelle couvrant un total d'environ 24 millions d'entrées en japonais, en chinois, en coréen et en arabe. Notamment, la base de données des noms arabes (BDNA) contient plus de 6,5 millions d'entrées et est conçue pour les applications de sécurité (par exemple, les listes de surveillance des terroristes, les systèmes de lutte contre le blanchiment d'argent, les systèmes de gestion de l'identité des clients) et le traitement général du langage naturel,. Les bases de données de CJKI sont actuellement concédées sous licence à un certain nombre de sociétés de développement de logiciels et d'informatique, notamment Fujitsu, Sony, IBM, Google, Microsoft, Yahoo et Amazon.
Le CJKI est également responsable de la production d'articles universitaires sur les questions technologiques et linguistiques relatives au chinois, au japonais, au coréen et à l'arabe. Il s'agit notamment d'articles sur le traitement du langage naturel et de l'utilisation de dictionnaires dans l'enseignement des langues. Un article de 2009 présente le système de romanisation arabe CJKI (CARS), une nouvelle romanisation arabe comprenant des indications d'accentuation des mots et de neutralisation des voyelles.